# 伊塔拉布斯
伊塔拉布斯（英語：Intarabus）。古罗马时代所尊奉的男性神灵之一，以其作为表现对象的艺术作品见于今西欧以及中欧等地。在古罗马神话中，他通常单独出现，具有极为重要的影响与意义。